# Noel Borshi
Noel Borshi (Rome, 13 februari 1996) is een Albanees voormalig zwemster. Ze vertegenwoordigde haar land eenmaal op de Olympische Zomerspelen.

## Carrière
Op de Olympische Zomerspelen 2012 in Londen zwom ze de 100m vlinderslag. Ze werd uitgeschakeld in de reeksen, met een 40e tijd van alle deelneemsters. Borshi nam driemaal deel aan de Wereldkampioenschappen zwemmen. Haar beste resultaat was de 33e plaats op de 200 meter vlinderslag bij de Wereldkampioenschappen zwemmen 2011.

## Belangrijkste resultaten
| Jaar | Olympische Spelen    | WK langebaan                              | WK kortebaan  | EK langebaan                              | EK kortebaan  |
| ---- | -------------------- | ----------------------------------------- | ------------- | ----------------------------------------- | ------------- |
| 2011 |                      | 43e 100m vlinderslag 33e 200m vlinderslag |               |                                           | geen deelname |
| 2012 | 40e 100m vlinderslag |                                           | geen deelname | geen deelname                             | geen deelname |
| 2013 |                      | 46e 100m vlinderslag                      |               |                                           | geen deelname |
| 2014 |                      |                                           | geen deelname | geen deelname                             |               |
| 2015 |                      | 49e 100m vlinderslag 38e 200m vlinderslag |               |                                           | geen deelname |
| 2016 | geen deelname        |                                           | geen deelname | 37e 100m vlinderslag 27e 200m vlinderslag |               |
| 2017 |                      | geen deelname                             |               |                                           | geen deelname |
| 2018 |                      |                                           | geen deelname | geen deelname                             |               |

## Persoonlijke records
Bijgewerkt tot en met 31 mei 2018

### Kortebaan
| Afstand           | Tijd    | Datum            | Plaats   |
| ----------------- | ------- | ---------------- | -------- |
| 0100m vlinderslag | 1.03,33 | 23 februari 2014 | Rome     |
| 200m vlinderslag  | 2.17,05 | 21 maart 2014    | Riccione |

### Langebaan
| Afstand            | Tijd    | Datum           | Plaats   |
| ------------------ | ------- | --------------- | -------- |
| 0 100m vlinderslag | 1.03,65 | 2 augustus 2015 | Kazan    |
| 200m vlinderslag   | 2.19,86 | 14 april 2015   | Riccione |